# Пензенский ботанический сад
Пензенский ботанический сад имени Ивана Ивановича Спрыгина — особо охраняемая природная территория (ООПТ) федерального подчинения, старейшее научное и природоохранное учреждение Пензы.
Общая площадь — 4,2 га.
Ботанический сад осуществляет интродукцию и акклиматизацию растений, пропагандирует ботанические знания среди населения, обеспечивает учебный процесс педагогического института.

## История

Мемориальная доска И. И. Спрыгину на входе в Ботанический сад, носящий его имя

Ботанический сад организован Пензенским обществом любителей естествознания («ПОЛЕ»), под руководством Ивана Ивановича Спрыгина.
Начало его организации относится к 1914 году, официально открыт 1 июня 1917 года.
В Ботаническом саду работали знаменитые учёные — И. И. Спрыгин (его первый директор), Е. К. Штукенберг, А. Н. Магницкий, Н. Г. Заикин, Е. П. и С. П. Коровины, М. Г. Попов, А. И. Введенский, Г. П. Булгаков, Н. И. Спрыгина, М. В. Культиасов, Е. А. Городкова, Б. П. Сацердотов, Б. А. Ягодин, А. А. Солянов и другие.

## Научные подразделения
В настоящее время в структуре Ботанического сада три отдела:
- дендрологический отдел — парк, питомник и географические участки древесно-кустарниковых растений Северной Америки, Европы, Средней и Восточной Азии, Сибири — около 230 видов.
- коллекционно-систематический отдел — систематическая коллекция травянистых растений — около 200 видов.
- отдел цветочно-декоративных растений — коллекция одно-, дву- и многолетних декоративных растений — около 100 видов.

С начала организации сада и до пожара 1966 года существовал четвёртый отдел — оранжерея с растениями субтропической и тропической флоры. С 2017 года отдел был восстановлен и действует по настоящее время.